# NGC 738
NGC 738 ist eine kompakte linsenförmige Galaxie vom Hubble-Typ C im Sternbild Dreieck am Nordsternhimmel. Sie ist schätzungsweise 201 Millionen Lichtjahre von der Milchstraße entfernt und hat einen Durchmesser von etwa 25.000 Lichtjahren. 
Im selben Himmelsareal befinden sich u. a. die Galaxien NGC 736, NGC 739, NGC 740, NGC 751.
Das Objekt wurde am 11. Oktober 1850 von Bindon Blood Stoney, einem Assistenten von William Parsons, entdeckt.